# 棒状棘缘吸虫
棒状棘缘吸虫（学名：Echinoparyphium baculus）为棘口科棘缘属的动物。分布于欧洲、俄罗斯以及中国大陆的福建等地，营寄生生活，宿主针尾鸭、琵嘴鸭、赤颈鸭、绿头鸭、家鸭、白眉鸭、红头潜鸭、斑嘴潜鸭、鹊鸭等以及寄生于肠。